# În sălbăticie
În sălbăticie (în engleză Into the Wild) este un film biografic⁠(d) și dramatic din 2007, scris, produs și regizat de Sean Penn. Acesta este o adaptare a lucrării publicate sub același nume⁠(d) în 1996 de Jon Krakauer și prezintă povestea lui Christopher McCandless ("Alexander Supertramp"), un drumeț care a hoinărit prin America de Nord în drumul său spre sălbăticia Alaskăi la începutul anilor 1990. Filmul îi are în distribuție pe Emile Hirsch⁠(d) în rolul lui McCanless, respectiv pe Marcia Gay Harden și William Hurt în rolul părinților săi. Jena Malone, Catherine Keener, Brian Dierker, Vince Vaughn, Kristen Stewart și Hal Holbrook apar în roluri secundare.
Filmul a avut premiera în cadrul Festivalului de Film de la Roma din 2007 și a fost prezentat ulterior în apropiere de Fairbanks, Alaska pe 21 septembrie 2007. Filmul a primit critici pozitive și a încasat 56 de milioane de dolari la nivel mondial. A fost nominalizat la două Globuri de Aur și a câștigat premiul pentru cel mai bun cântec original: „Guaranteed⁠(d) ” de Eddie Vedder. De asemenea, a fost nominalizat la două premii Oscar: cel mai bun montaj și cel mai bun actor în rol secundar pentru Holbrook.

## Intriga
În aprilie 1992, Christopher McCandless ajunge într-o zonă izolată numită Healy, la nord de Parcul Național și Rezervația Denali⁠(d) în Alaska. Realizând că acesta este lipsit de experiență, bărbatul care l-a transportat în zonă îi oferă o pereche de cizme de cauciuc⁠(d).
McCandless își instalează tabăra într-un autobuz abandonat⁠(d) pe care îl denumește „Autobuzul magic”. Izolarea, frumusețea naturii și traiul de subzistenta îi creează plăcere. Acesta vânează animale cu o arma de calibru .22, citește cărți și scrie un jurnal în timp ce se adaptează la noua sa viață în sălbăticie.

### Flashback
În mai 1990, McCandless absolvă cu onoruri Universitatea Emory⁠(d). Acesta este dezamăgit de societatea modernă după ce descoperă că el și sora sa s-au născut în afara căsătoriei.
McCandless își distruge cardurile de credit, cartea de identitate, își donează economiile organizației Oxfam⁠(d) și pleacă într-o călătorie prin țară cu un Datsun 210⁠(d) pentru a experimenta viața în sălbăticie. Nu le spune nici părinților săi, nici surorii sale Carina ce are de gând să facă sau unde se duce și nu-i contactează după plecare. Această decizie îi îngrijorează pe părinții săi din ce în ce mai mult.
Lângă lacul Mead⁠(d), mașina lui McCandless este prinsă într-o viitură, motiv pentru care o abandonează și începe să facă autostopul⁠(d). După ce își arde banii rămași, își asumă numele de „Alexander Supertramp”. În California de Nord⁠(d), McCandless îi întâlnește pe Jan și Rainey, un cuplu hippie. Rainey îi dezvăluie că relația dintre ei se destramă, însă acesta reușește să-i apropie.
În septembrie, McCandless sosește în Carthage, Dakota de Sud⁠(d) și începe să lucreze pentru o companie agricolă deținută de Wayne Westerberg. Părăsește locul de muncă după ce Westerberg este arestat pentru falsificare de cartele⁠(d).
McCandless merge cu caiacul pe râul Colorado și, deși i s-a adus la cunoștință de către gardienii parcului că activitatea este interzisă fără licență, acesta le ignoră avertismentele și pleacă în aval, spre Mexic. Își pierde echipamentul într-o furtună de nisip și revine în Statele Unite pe jos. Acesta urcă într-un tren de marfă cu destinația Los Angeles. La scurt timp după ce ajunge, se simte „corupt” de civilizația modernă și pleacă. Este obligat să facă din nou autostopul după ce poliția feroviară⁠(d) îl descoperă și îl agresează fizic.
În decembrie 1991, McCandless ajunge în Slab City⁠(d), Imperial Valley⁠(d), unde  îi întâlnește din nou pe Jan și Rainey. Acolo o întâlnește și pe Tracy Tatro, o adolescentă care îl place, însă acesta o refuză deoarece este minoră. După perioada sărbătorilor, McCandless își continuă drumul spre Alaska.
O lună mai târziu, în timp ce campează lângă Salton City⁠(d), McCandless îl întâlnește pe Ron Franz, un pensionar văduv care și-a pierdut familia într-un accident rutier. Acesta trăiește singur într-un atelier și lucrează ca tăbăcar. Franz îl învață pe McCandless tăbăcitul pieilor și produc împreună o curea care detaliază călătoriile sale.
După două luni petrecute cu Franz, McCandless decide să plece în Alaska. Franz îi oferă acestuia vechiul său echipament de camping și îi propune să-l adopte ca nepot. Acesta îi spune că ar trebui să discute despre asta după ce se întoarce din Alaska.

### Flashforward
Patru luni mai târziu, în autobuzul abandonat, viața lui McCandless devine anevoioasă, iar acesta ia câteva decizii proaste. Vânează un elan cu arma sa, însă nu poate conserva carnea⁠(d) și se alterează. Pe măsură ce proviziile sale se epuizează, McCandless conștientizează că natura poate fi dură.
Acesta ajunge la concluzia că adevărata fericire poate fi găsită doar când este împărtășită cu ceilalți și încearcă să se întoarcă la familia și prietenii săi. Totuși, McCandlees descoperă că râul⁠(d) pe care l-a traversat în timpul iernii s-a umflat din cauza dezghețului și nu-l poate trece. Dezamăgit, se întoarce la autobuz.
Disperat, McCandless începe să mânânce rădăcini și plante. Acesta consumă din greșeală una otrăvitoare și se îmbolnăvește. Muribund, continuă să-și documenteze procesul de autorealizare⁠(d) și își imaginează cum ar fi fost viața dacă ar fi reușit să se întoarcă acasă. Redactează un bilet de adio și se bagă în sacul de dormit.
Două săptămâni mai târziu, vânătorii îi descoperă cadavrul. La scurt timp după aceea, Carine se întoarce în Virginia cu cenușa fratelui ei în rucsac.

## Distribuție
- Emile Hirsch⁠(d) - Chris McCandless a.k.a. Alexander Supertramp
- Marcia Gay Harden - Billie McCandless
- William Hurt - Walt McCandless
- Jena Malone - Carine McCandless
- Catherine Keener - Jan Burres
- Brian H. Dierker - Rainey
- Hal Holbrook - Ron Franz
- Kristen Stewart - Tracy Tatro
- Vince Vaughn - Wayne Westerberg
- Zach Galifianakis - Kevin
- Thure Lindhardt⁠(d) - Mads
- Signe Egholm Olsen - Sonja
- Merritt Wever⁠(d) - Lori
- Jim Gallien - el însuși
- Leonard Knight⁠(d) - el însuși
- R. D. Call⁠(d) - polițist feroviar
- Cheryl Harrington⁠(d) - asistent social
- Bart the Bear 2⁠(d) - ursul